# Алцате (Новара)
Алцате је насеље у Италији у округу Новара, региону Пијемонт.
Према процени из 2011. у насељу је живело 249 становника. Насеље се налази на надморској висини од 201 м.